# Betsson
Betsson AB o Betsson Malta Ltd. és una empresa d'apostes en línia - amb seu a Malta- que produeix llocs web de casino, pòquer, bingo, apostes esportives i targetes de rascar, a través de més de 20 marques de jocs en línia, incloses Betsson, Betsafe i NordicBet. Betsson AB cotitza a la llista de grans capitalitzacions Nasdaq Stockholm .

## Història corporativa
Betsson AB pot remuntar les seves arrels a l'any 1963 i la fundació d'AB Restaurang Rouletter per Bill Lindwall i Rolf Lundström, més tard rebatejada Cherryföretagen AB (Cherry), que proporcionava màquines escurabutxaques als restaurants de Suècia. Cherry va adquirir una participació minoritària de Net Entertainment el 1998, que era una empresa cofundada amb Investment AB Kinnevik, encarregada de desenvolupar solucions de jocs en línia. La resta de les accions de Net Entertainment de Kinnevik van ser adquirides per Cherry l'any 2000, fent de Kinnevik el major accionista de Cherry en el procés. El 2003, després del retorn de Pontus Lindwall (fill de Bill Lindwall), com a conseller delegat de Cherry, l'empresa compra Betsson (fundada per Henrik Bergquist, Anders Holmgren i Fredrik Sidfalk), que tenia una llicència de joc a Anglaterra en aquell moment, i més tard adquireix una llicència a Malta. El 2006, Cherryföretagen canvia el seu nom a Betsson i l'operació de jocs tradicionals del sector empresarial de Cherry es fusiona en un nou grup, Cherryföretagen, que més tard escurça el nom a Cherry i llança el seu propi sector en línia amb seu a Malta. Ulrik Bengtsson va augmentar com a conseller delegat de Betsson el març de 2016 i va assumir el relleu després de Pontus Lindwall, que s'ha mantingut com a president del consell. Ulrik Bengtsson va deixar el càrrec de CEO el 09/04/2017 i va ser succeït per Pontus Lindwall. Com a conseqüència, Patrick Svensk va ser nomenat president del Consell després de Pontus.
El maig de 2021, Betsson va obtenir dues llicències de la Hellenic Gaming Commission per a la seva marca, i el mateix mes, es va associar amb el club de futbol femení noruec Toppserien Avaldsnes IL.
El 2021, es va anunciar que Betsson es llançaria a Mèxic mitjançant una associació amb l'empresa local Big Bola Casinos. El 2021, Betsson va acordar un acord per fer-se patrocinador regional de la Copa Amèrica 2021. Com a part de l'acord, Betsson adquirirà els drets de marca.
El 2021, Betsson va ampliar les seves operacions a Europa de l'Est amb el llançament de la nova marca Europebet i una nova oficina a Minsk, Belarús. Sota la marca Europobet, Betsson oferirà serveis de casino, apostes esportives i pòquer.
El 2021, Betsson va anunciar que el CEO Pontus Lindwall renunciaria. La companyia està a la recerca d'un nou conseller delegat després que Lindwall aconseguís la tasca de recuperar la companyia d'apostes. Lindwall continua com a CEO fins que es contracta un nou CEO.
El febrer de 2022, Betsson va estrenar les apostes en línia a la ciutat i província de Buenos Aires (Argentina) amb l'operador local Casino Victoria.
El juliol de 2022, Pontus Lindwall va informar que el creixement orgànic és una estratègia perfecta per a Betsson. Entre abril i juny, el trànsit orgànic del grup d’Amèrica Llatina, Europa central i Oriental i Àsia Central va augmentar el creixement un 13%. Els ingressos totals de la regió van assolir els 45,7 milions d'euros el segon trimestre, que van augmentar un 86,2% respecte a l'any anterior.

## Productes
Les filials de Betsson AB posseeixen i operen diversos llocs web a través de les seves filials a Malta, on hi ha la seva seu operativa.
El novembre de 2017, Betsson va signar un acord amb Scout Gaming per integrar la seva plataforma d'esports fantàstics diaris a totes les seves marques, inclosa BetSafe, la seva casa d'apostes en línia orientada al Regne Unit. Es preveu que la integració estigui completada el 2018.

### Aplicacions mòbils
BetSafe va llançar l'aplicació mòbil gratuïta per a l'App Store el 26 de maig de 2016. Des de llavors té 25 actualitzacions.
Més tard, el 2016, Betsafe ha afegit Poker i Virtual Sports a la seva aplicació. En les noves actualitzacions també han afegit nous jocs, un giny jugat recentment, un vestíbul de casino personalitzat i una barra de pestanyes de navegació.
Pel que fa a Android, Betsafe ofereix una aplicació desenvolupada per BML Group ltd, compatible amb una àmplia gamma de dispositius Android com Samsung, Xiaomi, Motorola, Huawei, Vivo, LG, Sony i HTC.

## Adquisicions empresarials
L'any 2011, la companyia va adquirir totes les accions del grup Betsafe per 292 milions de SEK. L'objectiu de l'adquisició era augmentar la presència de Betsson al mercat i permetre un creixement continuat. L'adquisició va fer créixer el nombre de clients de Betsson fins a aproximadament 419.000, superant Unibet en el nombre de jugadors actius. Aquell mateix any Betsson va signar un acord amb una empresa estatal xinesa pel que fa al desenvolupament d'operacions de joc de propietat conjunta.
El març de 2017, Betsson va completar la seva adquisició de 26 milions de lliures dels actius de NetPlay TV, afegint Jackpot247 , SuperCasino i Vernons a la seva cartera de jocs multimarca europea.
El febrer de 2020, Betsson va adquirir els actius B2C del Gaming Innovation Group.
L'agost de 2021, Betsson va adquirir Inkabet. La filial de Betsson SW Nordic Limited va negociar l'acord de 25 milions de dòlars. Com a part de l'acord, Betsson va acordar un incentiu de rendiment de 4 milions de dòlars si Inkabet supera els objectius d'EBIT.
L'agost de 2021, Betsson va adquirir el 28% de la startup canadenca Slapshot Media Inc, per un preu de compra de 2,4 milions de dòlars.

## Premis
Betsson va rebre el premi al millor servei al client a la prestigiosa 10a revisió anual de eGaming (EGR) a Londres. Betsson està per davant dels 800 participants. Per quart any consecutiu, el Grup Bettson ha estat el guanyador del servei d'atenció al client de l'any.
Betsson va guanyar tres premis als Premis SBC del 2021: Operador de casino de l'any, Racing Sportsbook of the Year i Social Responsible Sportsbook of the Year.

## Incompliment de dades
El gener de 2020, Jackpot247 va enviar correus electrònics a tots els seus clients informant-los que havien patit una violació de dades.